# Willoughby Smith

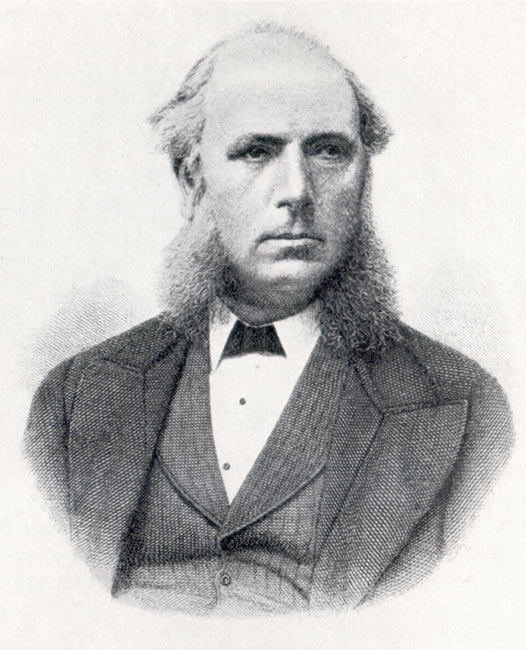
Willoughby Smith

Willoughby Smith (Great Yarmouth, 6 april 1828 – Eastbourne, 17 juli 1891) was een Engels elektrotechnicus die in 1873 de fotogeleiding van het element seleen ontdekte. Zijn ontdekking leidde tot de uitvinding van foto-elektrische cellen, die onder andere gebruikt werden in het begintijdperk van de telefacsimile en de elektromechanische televisie.

## Biografie
In 1848, op zijn twintigste, ging hij aan het werk bij de Gutta Percha Company in Londen, waar hij experimenten uitvoerde om ijzeren en koperen kabels elektrische te isoleren met guttapercha om ze zo geschikt te maken voor telegrafie onder water.
Later was hij betrokken bij de aanleg van verscheidene onderzeese telegrafiekabels in Europa. Hierbij werkte hij nauw samen met Charles Wheatstone, die diverse machines had ontworpen voor het maken en leggen van kabels. In 1865 was Smith aan boord van de SS Great Eastern waar hij assisteerde bij de aanleg van de tweede trans-Atlantische telegraafkabel tussen Ierland en Newfoundland.

### Seleen
Rond 1873 ontwikkelde Smith een methode om al tijdens het leggen van onderzeese kabels deze te testen op gebreken. Voor zijn meetschakeling moest hij gebruikmaken van een halfgeleider materiaal met een hoge elektrische weerstand. Staven seleen leek voor dit doeleinde geschikt te zijn, maak in de praktijk bleek het materiaal wisselende resultaten te geven.
Na onderzoek kwam hij samen met zijn assistent Joseph May erachter dat de geleiding van seleen sterk toenam naarmate het meer werd blootgesteld aan daglicht. Hierbij had hij de staven in een met deksel afgesloten doos geplaatst. Wanneer de doos gesloten was, was de weerstand van het materiaal het hoogst. Werd de doos geopend en viel er op de staven een fel zonlicht dan nam de geleiding met 15 tot 100% toe.
Smith beschreef zijn bevindingen in een brief aan de Society of Telegraph Engineers. Zijn brief werd ook gepubliceerd in een artikel in de Nature-editie van 20 februari 1873, onder de titel "Effect of Light on Selenium during the passage of an Electric Current".

## Publicaties
- The Rise and Extension of Submarine Telegraphy (1891)